# Мяэзовитса
Мя́эзо́витса, также Мя́эсо́вица, также Мя́зовица (эст. Määsovitsa), ранее также Мя́совитса, Мя́зовичи, Мя́зовница, Мя́зовище и Мя́зовища — деревня в волости Сетомаа уезда Вырумаа, Эстония. Исторически относится к нулку Тсятски.
До административной реформы местных самоуправлений Эстонии 2017 года входила в состав волости Вярска уезда Пылвамаа.

## География и описание
Расположена у границы Эстонии и России. Расстояние до уездного центра — города Выру — 40 километров, до волостного центра — посёлка Вярска — 2 километра, оба в направлении на северо-восток. Высота над уровнем моря — 42 метра.
В восточной части деревни протекает река Куулиска или Мяэсовица, впадающая в озеро Мясовитское (Россия). К северо-востоку от деревни находится Большое болото или торфяное болото Мяэсовитса (эст. Suursoo, Määsovitsa soo).
Климат переходный от морского к континентальному. Официальный язык — эстонский. Почтовый индекс — 64014.

## Население
По данным переписи населения 2021 года, в Мяэзовитса насчитывалось 8 жителей, все — эстонцы.
По данным переписи населения 2011 года, в деревне проживали 13 человек, все — эстонцы (сету в перечне национальностей выделены не были).
Численность населения деревни Мяэзовитса по данным переписей населения СССР и Департамента статистики:
| Год  | 1959 | 1970 | 1979 | 1989 | 2000 | 2011 | 2017 | 2018 | 2019 | 2020 | 2021 |
| ---- | ---- | ---- | ---- | ---- | ---- | ---- | ---- | ---- | ---- | ---- | ---- |
| Чел. | 55   | ↘ 37 | ↘ 25 | ↘ 13 | ↗ 15 | ↘ 13 | → 13 | ↘ 12 | ↘ 9  | ↘ 8  | → 8  |

## История
В письменных источниках прим. 1790 года упоминаются Межевища, Межэвища, 1882 года — Мязовница, Мязовища, 1904 года — Määsovitsa, Мя́зовище, 1922 года — Mäsovitsa, прим. 1970 года — Мясовитса.
На военно-топографических картах Российской империи (1846–1880 годы), в состав которой входила Лифляндская губерния, деревня обозначена как Мязовичи.
В XIX веке деревня входила в Больше-Кулисскую общину (эст. Suurõ-Kuuliska kogukond) и относилась к Кулейскому приходу.

## Комментарии
1. ↑  Эстонские топонимы, оканчивающиеся на -а, не склоняются и не имеют женского рода (исключение — Нарва)[12].